# Cerdaia testacea
Cerdaia testacea là một loài bọ cánh cứng trong họ Cerambycidae.